# Indioscaptor nepalicus
Indioscaptor nepalicus är en insektsart som först beskrevs av Sigfrid Ingrisch 2002.  Indioscaptor nepalicus ingår i släktet Indioscaptor och familjen mullvadssyrsor. Inga underarter finns listade i Catalogue of Life.